# 마리아 (노래)
〈마리아 (Maria)〉는 2020년 6월 29일에 발매된 대한민국의 걸 그룹 마마무의 멤버 화사의 노래이다. 또한 이 노래는 대한민국 뿐만 아니라 중국에서도 틱톡 챌린지의 배경 음악으로 인기를 끌었다.

## 차트

### 주간 차트
| 차트 (2020)                   | 최고 순위 |
| ----------------------------- | --------- |
| 대한민국 (가온 디지털 차트)   | 2         |
| 대한민국 (가온 다운로드 차트) | 2         |
| 대한민국 (가온 스트리밍 차트) | 2         |

### 월간 차트
| 차트 (2020)                   | 최고 순위 |
| ----------------------------- | --------- |
| 대한민국 (가온 디지털 차트)   | 2         |
| 대한민국 (가온 다운로드 차트) | 2         |
| 대한민국 (가온 스트리밍 차트) | 2         |

### 연간 차트
| 차트 (2020)                   | 최고 순위 |
| ----------------------------- | --------- |
| 대한민국 (가온 디지털 차트)   | 18        |
| 대한민국 (가온 다운로드 차트) | 28        |
| 대한민국 (가온 스트리밍 차트) | 18        |